# Alexander Nevski-kathedraal (Tallinn)
De Kathedraal van Alexander Nevski (Estisch: Aleksander Nevski katedraal, Russisch: Александро-Невский собор) is een van de grote monumenten van de Estse hoofdstad Tallinn. De Russisch-orthodoxe kathedraal is gewijd aan de heilige Alexander Nevski en staat op de kathedraalheuvel (Toompea).

## Geschiedenis

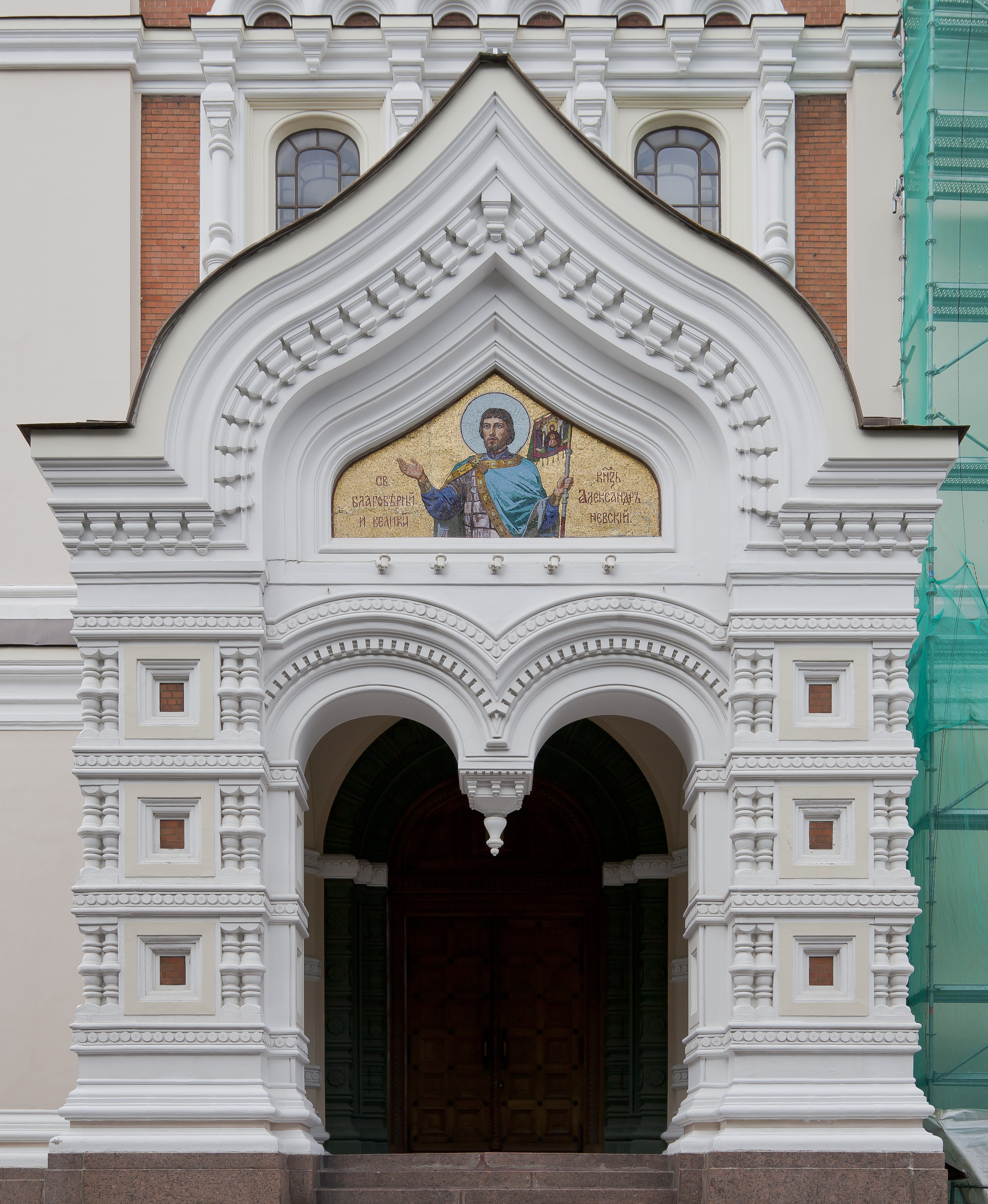
Hoofdportaal

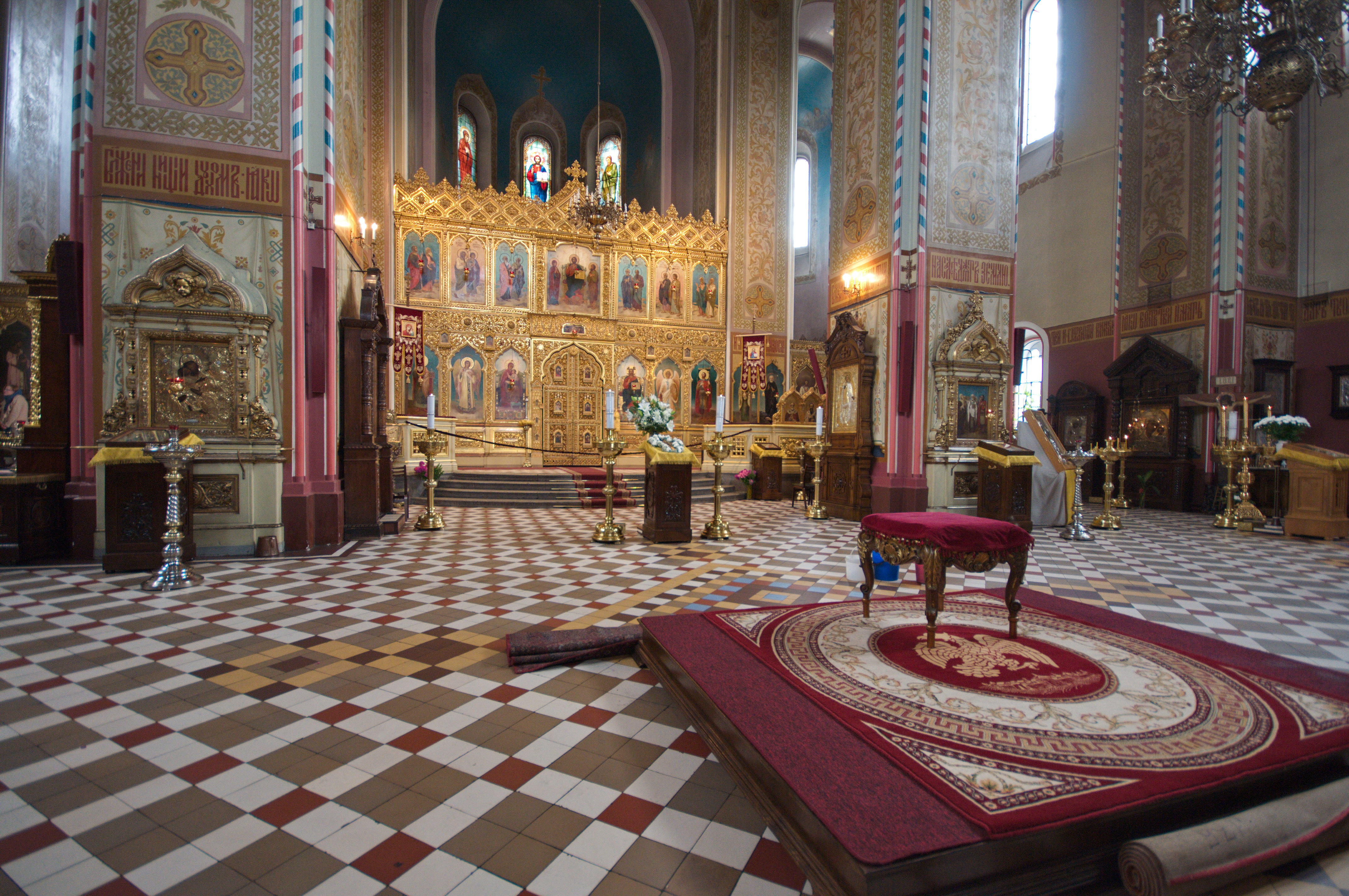
Interieur

De geschiedenis van de kathedraal begint met een verzoek van de Russisch-orthodoxe geestelijkheid aan gouverneur Sjachovski om een kathedraal te bouwen in Tallinn, de hoofdstad van de toenmalige Russische provincie Estland, wegens de toenemende groei van de orthodoxe bevolking. De noodzaak van een nieuwe kerk werd onderkend en er werd een bedrag toegewezen van 60.000 roebel. De kosten van de bouw zouden het tienvoudige bedragen en daarom werd er toestemming gegeven om fondsen uit het hele Russische Rijk te verwerven. Het zoeken van een geschikte plaats voor de nieuwbouw bleek voor de bouwcommissie een groter probleem. Het duurde vier jaar eer men een geschikte plek had gevonden. Men was echter al voornemens op de uitgekozen locatie een Luthermonument op te richten, hetgeen door de Russische machthebbers prompt werd verboden. Op 20 augustus 1895 kon de bouw aanvangen van een vijf-koepelige kathedraal met een capaciteit voor 1.500 gelovigen, naar model van de Moskouse kerken van de 17e eeuw. Op 30 april 1900 kon de kathedraal worden ingewijd.
Nadat Estland in 1920 de onafhankelijkheid had verkregen wilden de Estse autoriteiten de kathedraal slopen. Veel Esten beschouwden de kathedraal als een symbool van onderdrukking en russificatie maar het besluit zou nooit worden uitgevoerd wegens gebrek aan financiële middelen. In 1941 werd de kathedraal door de Duitse bezetters gesloten, maar ze ging weer open na de Tweede Wereldoorlog. Na de herwonnen onafhankelijkheid van Estland in 1991 werd de kathedraal nauwkeurig gerestaureerd.
Aleksi II, patriarch van Moskou tussen 1990 en 2008, begon zijn loopbaan als priester in deze kathedraal.

## Het gebouw
De kathedraal is rijk gedecoreerd en heeft elf in Sint-Petersburg gegoten klokken waarvan de grootste 16 ton weegt. Er zijn drie altaren, het noordelijke altaar is gewijd aan de heilige Vladimir I, het zuidelijke altaar aan de heilige Sergius van Radonezj. De ramen zijn van gebrandschilderd glas. De kathedraal rust op een basement van Fins graniet.
De torens worden met vergulde kruisen bekroond. De kerk bezit drie vergulde, uit hout gesneden, iconostases en verder een aantal schilderijen en mozaïeken.